# Nala lividipes
Espèce
Nala lividipes est une espèce de dermaptères de la famille des Labiduridae.